# 吴村镇 (上饶市)
吴村镇，是中华人民共和国江西省上饶市广丰区下辖的一个乡镇级行政单位。

## 行政区划
吴村镇下辖以下地区：
吴村社区、塘边村、前村、东塘村、傅家棚村、玉田村、河源村、路源村和胜利村。